# Gianni Poggi
Pour les articles homonymes, voir Poggi.
Gianni Poggi, né le 4 octobre 1921 à Plaisance et mort dans la même ville le 16 décembre 1989, est un ténor italien.

## Biographie
Gianni Poggi étudie d'abord avec la soprano Valeria Manna à Bologne, puis avec le baryton Emilio Ghirardini à Milan. Il débute à Palerme en 1947, en Rodolfo dans La Bohème.
Il débute à La Scala de Milan dès 1948, en Riccardo dans Un ballo in maschera, et y chantera régulièrement jusqu'en 1965, s'illustrant entre autres dans les opéras Lucia di Lammermoor, La favorita, Rigoletto, La Traviata, Mefistofele, La Gioconda, Tosca. Il chante dans toute l'Italie (Rome, Florence, Vérone, Naples, etc.) souvent comme partenaire des deux grandes divas de l'époque, Renata Tebaldi et Maria Callas.
Il entame une carrière internationale, avec des apparitions à Monte-Carlo et Berlin, puis chante au Metropolitan Opera de New York de 1955 à 1957, puis à l'Opéra de Vienne de 1959 à 1964. 
Ténor lirico-spinto typique italien, il aborde néanmoins Lohengrin et Faust, avant son retrait de la scène en 1969.

## Discographie sélective
- La Gioconda - Callas, Poggi, Silveri, Barbieri, Neri - Antonino Votto (Cetra, 1952)
- Tosca - Guerrini, Poggi, Silveri - Francesco Molinari-Pradelli (Cetra, 1951)

## Sources
- Operissimo.com